# هالدنسليبن
هالدنسلبن (بالألمانية: Haldensleben) هي بلدة ألمانية تقع في ألمانيا في ساكسونيا أنهالت.  يقدر عدد سكانها بـ 19,286 نسمة .

## المدن التوأمة
مدن فيرنهايم، تسيخانوو و هلمشتيت هي مدن توأمة لـهالدنسلبن.

## أعلام
- كيفين شليت